# Вунохори
Вунохори (грч. Βουνοχώρι) је насељено место у општини Кавала у периферији Источна Македонија и Тракија, Грчка. Према попису из 2021. године било је 55 становника.
Према бугарском географу и историчару, Василу Канчову, у Вунохорију је 1900. године живело 500 Турака. Године 1924. турско становништво је принудно исељено у Турску а на њихово место су насељене грчке избегличке породице, којих је на попису из 1928. било 172. Село се раније звало Мухал.